# Fuck (gruppo musicale)
I Fuck sono un gruppo alternative pop statunitense, con influenze psichedeliche e alternative country.

## Storia
Si sono formati ad Oakland nel 1993 da Timmy Prudhomme (voce), Kyle Statham (chitarra, violino), Ted Ellison (basso, piano) e Geoff Soule (batteria). Hanno esordito nel 1994 con il singolo Monkey Beauty Shotgun.
Dopo un demo su cassetta autoprodotto, esordirono nel 1996 con l'album Pretty...Slow  cofinanziato dal gruppo, tramite la propria Rhesus, e pubblicato da tre etichette, strada seguita anche per il secondo Baby Loves a Funny Bunny.
L'anno seguente il gruppo firmò con la Matador Records con cui pubblicarono due album, Pardon My French nel 1997 che ricevette ottimi riscontri dalla critica e che li fece paragonare ai Pavement e Conduct del 1998.
Passarono alla Smells Like Records per l'album successivo Cupid's Cactus e successivamente alla Homesleep Records per Those Are Not My Bongos del 2003.

## Formazione
- Timmy Prudhomme (voce)
- Kyle Statham (chitarra, violino)
- Ted Ellison (basso, piano)
- Geoff Soule (batteria)

## Discografia

### Album
- 1994 - Fuck - Rhesus (demo autoprodotto edito solo su cassetta)
- 1994 - Pretty...Slow - Rhesus
- 1996 - Baby Loves a Funny Bunny - Rhesus
- 1997 - Pardon My French - Matador
- 1998 - Conduct - Matador
- 2001 - Cupid's Cactus - Smells Like Records
- 2001 - Gold Bricks - Homesleep Records (raccolta)
- 2003 - Those Are Not My Bongos - Homesleep Records

### Singoli
- 1994 - "MonkeyBeautyShotgun" (7") - Rhesus
- 1995 - "LikeyouButterflySomewheres" (7") - Rhesus
- 1996 - "Fish or Fry" (7") - Academy of Chess and Checkers
- 1997 - "TetherFuckmotel" (7") - Jagjaguwar
- 1998 - "Tocotronic" (7") - Rhesus
- 1998 - "Moxie" (7") - Rhesus
- 1999 - "Yuppie Flu" (7") - Rhesus
- 1999 - "BlindbeautyMadeup" (7") - Speakerphone Recordings
- 1999 - "Mumble and Peg" (7") - Vaccination Records
- 2000 - "Pee" (7") - Cool Beans Records
- 2003 - "Homesleep Singles Club No. 4"  - Homesleep Records